# 韋斯特賽德鎮區 (內布拉斯加州費爾普斯縣)
韋斯特賽德鎮區（英語：Westside Township）是位於美國內布拉斯加州費爾普斯縣的一個行政鎮區。

## 地方資料
韋斯特賽德鎮區的面積為73.58平方千米，當中陸地面積為72.54平方千米，而水域面積為1.04平方千米。根據2020年美國人口普查的數據，當地共有人口131人，而人口密度為每平方千米1.78人。